# Wereldkampioenschap hockey mannen 2014
Het dertiende wereldkampioenschap hockey voor mannen werd in 2014 van 31 mei tot en met 15 juni in Den Haag (Nederland) gehouden. De wedstrijden werden gespeeld in het Kyocera Stadion en GreenFields Stadion. Het was de derde keer dat Nederland het gastland was voor een wereldkampioenschap voor mannen. Voor het eerst sinds het wereldkampioenschap in 1998 werd het vrouwentoernooi tegelijkertijd en in hetzelfde stadion afgewerkt.
Australië, dat in 2010 de wereldtitel veroverde ten koste van Duitsland, wist zijn wereldtitel te prolongeren door in de finale Nederland te verslaan met 6–1. Het is de derde titel voor de Australische mannen.

## Toewijzing
De toewijzing werd bekendgemaakt op 11 november 2010 tijdens een FIH congres in het Zwitserse Montreux. Naast Den Haag was ook Londen in de race om het toernooi te organiseren. De wedstrijden werden gespeeld in het Kyocera Stadion en GreenFields Stadion.

## Kwalificatie
Voor het toernooi plaatsten zich het gastland, de vijf continentale kampioenen en de zes beste landen van de halve finales van de World League die zich nog niet als gastland of continentale kampioen hadden geplaatst.
| Data                           | Toernooi                           | Locatie                  | Quota | Gekwalificeerde teams             |
| ------------------------------ | ---------------------------------- | ------------------------ | ----- | --------------------------------- |
|                                | Gastland                           | Gastland                 | 1     | Nederland                         |
| 13–23 juni 2013                | Halve finales World League 2012/13 | Rotterdam, Nederland     | 6     | België Nieuw-Zeeland Spanje India |
| 29 juni – 7 juli 2013          | Halve finales World League 2012/13 | Johor Bahru, Maleisië    | 6     | Engeland Maleisië                 |
| 8–18 augustus 2013             | Pan-Amerikaans kampioenschap 2013  | Brampton, Canada         | 1     | Argentinië                        |
| 17–25 augustus 2013            | Europees kampioenschap 2013        | Boom, België             | 1     | Duitsland                         |
| 24 augustus – 1 september 2013 | Aziatisch kampioenschap 2013       | Ipoh, Maleisië           | 1     | Zuid-Korea                        |
| 28 oktober – 3 november 2013   | Oceanisch kampioenschap 2013       | Stratford, Nieuw-Zeeland | 1     | Australië                         |
| 18 - 23 november               | Afrikaans kampioenschap 2013       | Nairobi, Kenia           | 1     | Zuid-Afrika                       |
| Totaal                         | Totaal                             | Totaal                   | 12    |                                   |

## Scheidsrechters
Voor dit toernooi werden 17 scheidsrechters aangewezen door de FIH.
| - Christian Blasch - Marcin Grochal - Hamish Jamson - Adam Kearns - Kim Hong-lae - Martin Madden - Germán Montes de Oca - Tim Pullman - Raghu Prasad | - Javed Shaikh - Gary Simmonds - Nathan Stagno - Simon Taylor - Roel van Eert - Paco Vázquez - Roderick Wijsmuller - John Wright |

## Uitslagen

### Eerste ronde
Groep A
| Team      | GS | W | G | V | DV | DT | +/− | Pnt |
| --------- | -- | - | - | - | -- | -- | --- | --- |
| Australië | 5  | 5 | 0 | 0 | 19 | 1  | +18 | 15  |
| Engeland  | 5  | 3 | 1 | 1 | 8  | 9  | −1  | 10  |
| België    | 5  | 3 | 0 | 2 | 17 | 12 | +5  | 9   |
| Spanje    | 5  | 1 | 2 | 2 | 9  | 12 | −3  | 5   |
| India     | 5  | 1 | 1 | 3 | 7  | 12 | −5  | 4   |
| Maleisië  | 5  | 0 | 0 | 5 | 6  | 20 | −14 | 0   |

| 31 mei 2014 10:30                                                    |           |          |                                                                         |
| Australië                                                            | 4–0 (1–0) | Maleisië | Kyocera Stadion Scheidsrechters: Roel van Eert (Ned) Kim Hong-lae (ZKo) |
| 29' Glenn Turner 50' Eddie Ockenden 52' Jamie Dwyer 54' Glenn Turner | (verslag) |          | Kyocera Stadion Scheidsrechters: Roel van Eert (Ned) Kim Hong-lae (ZKo) |

| 31 mei 2014 16:00                                                  |           |                                       |                                                                        |
| België                                                             | 3–2 (1–0) | India                                 | Kyocera Stadion Scheidsrechters: John Wright (Zaf) Nathan Stagno (Gib) |
| 34' Florent van Aubel 56' Simon Gougnard (sc) 70' John-John Dohmen | (verslag) | 45' Mandeep Singh 45' Akashdeep Singh | Kyocera Stadion Scheidsrechters: John Wright (Zaf) Nathan Stagno (Gib) |

| 31 mei 2014 17:30   |           |                  |                                                                                 |
| Engeland            | 1–1 (1–0) | Spanje           | GreenFields Stadion Scheidsrechters: Christian Blasch (Dui) Gary Simmonds (ZAf) |
| 6' Alistair Brogdon | (verslag) | 37' Eduard Tubau | GreenFields Stadion Scheidsrechters: Christian Blasch (Dui) Gary Simmonds (ZAf) |

| 2 juni 2014 13:00                                          |           |        |                                                                          |
| Australië                                                  | 3–0 (3–0) | Spanje | Kyocera Stadion Scheidsrechters: Simon Taylor (NZl) Marcin Grochal (Pol) |
| 2' Tim Deavin 10' Mark Knowles (sb) 33' Kieran Govers (sc) | (verslag) |        | Kyocera Stadion Scheidsrechters: Simon Taylor (NZl) Marcin Grochal (Pol) |

| 2 juni 2014 16:00                              |           |                     |                                                                                 |
| Engeland                                       | 2–1 (1–1) | India               | Kyocera Stadion Scheidsrechters: Martin Madden (Sch) Germán Montes de Oca (Arg) |
| 27' Mark Gleghorne (sc) 69' Simon Mantell (sc) | (verslag) | 30' Dharamvir Singh | Kyocera Stadion Scheidsrechters: Martin Madden (Sch) Germán Montes de Oca (Arg) |

| 2 juni 2014 17:30                                |           | |                                                                                    |
| Maleisië                                         | 2–6 (2–3) | België | GreenFields Stadion Scheidsrechters: Gary Simmonds (ZAf) Roderick Wijsmuller (Ned) |
| 5' Razie Abd Rahim (sc) 19' Razie Abd Rahim (sc) | (verslag) | 14' Tom Boon (sb) 23' Tom Boon (sc) 31' Tom Boon 37' Tanguy Cosyns (sc) 45' Tom Boon 56' John-John Dohmen | GreenFields Stadion Scheidsrechters: Gary Simmonds (ZAf) Roderick Wijsmuller (Ned) |

| 5 juni 2014 13:00 |           |                                           |                                                                       |
| Maleisië          | 0–2 (0–1) | Engeland                                  | Kyocera Stadion Scheidsrechters: John Wright (ZAf) Kim Hong-lae (Zko) |
|                   | (verslag) | 4' Mark Gleghorne 67' Ashley Jackson (sc) | Kyocera Stadion Scheidsrechters: John Wright (ZAf) Kim Hong-lae (Zko) |

| 5 juni 2014 16:00     |           |                                                            |                                                                                    |
| België                | 1–3 (0–2) | Australië                                                  | Kyocera Stadion Scheidsrechters: Christian Blasch (Dui) Germán Montes de Oca (Arg) |
| 46' Sebastien Dockier | (verslag) | 7' Chris Ciriello (sc) 9' Jacob Whetton 36' Eddie Ockenden | Kyocera Stadion Scheidsrechters: Christian Blasch (Dui) Germán Montes de Oca (Arg) |

| 5 juni 2014 17:30       |           |               |                                                                             |
| India                   | 1–1 (1–1) | Spanje        | GreenFields Stadion Scheidsrechters: Roel van Eert (Ned) Simon Taylor (NZl) |
| 28' Rupinder Singh (sb) | (verslag) | 34' Roc Oliva | GreenFields Stadion Scheidsrechters: Roel van Eert (Ned) Simon Taylor (NZl) |

| 7 juni 2014 13:00                      |           | |                                                                                    |
| Spanje                                 | 2–5 (0–3) | België | Kyocera Stadion Scheidsrechters: Christian Blasch (Dui) German Montes de Oca (Arg) |
| 58' Eduard Tubau (sc) 66' Santi Freixa | (verslag) | 13' Tanguy Cosyns (sc) 16' Alexandre de Saedeleer (sc) 34' Emmanuel Stockbroekx 38' Tanguy Cosyns (sc) 47' John-John Dohmen (sc) | Kyocera Stadion Scheidsrechters: Christian Blasch (Dui) German Montes de Oca (Arg) |

| 7 juni 2014 14:30                                                   |           |                                           |                                                                                   |
| India                                                               | 3–2 (1–0) | Maleisië                                  | GreenFields Stadion Scheidsrechters: Roderick Wijsmuller (Ned) Simon Taylor (NZe) |
| 15' Jasjit Singh Kular (sc) 49' Akashdeep Singh 51' Akashdeep Singh | (verslag) | 46' Razie Abd Rahim (sc) 61' Marhan Jalil | GreenFields Stadion Scheidsrechters: Roderick Wijsmuller (Ned) Simon Taylor (NZe) |

| 7 juni 2014 16:00 |           |                                                                                           |                                                                          |
| Engeland          | 0–5 (0–4) | Australië                                                                                 | Kyocera Stadion Scheidsrechters: Gary Simmonds (ZAf) Roel van Eert (Ned) |
|                   | (verslag) | 1' Matt Gohdes 13' Liam De Young (sc) 29' Jamie Dwyer 35' Kieran Govers 38' Aran Zalewski | Kyocera Stadion Scheidsrechters: Gary Simmonds (ZAf) Roel van Eert (Ned) |

| 9 juni 2014 13:00                                                                        |           |       |                                                                              |
| Australië                                                                                | 4–0 (4–0) | India | Kyocera Stadion Scheidsrechters: John Wright (ZAf) Roderick Wijsmuller (Ned) |
| 3' Kieran Govers 16' Chris Ciriello (sc) 20' Jeremy Hayward (sc) 22' Chris Ciriello (sc) | (verslag) |       | Kyocera Stadion Scheidsrechters: John Wright (ZAf) Roderick Wijsmuller (Ned) |

| 9 juni 2014 14:30                                                                                    |           |                                       |                                                                           |
| Spanje                                                                                               | 5–2 (2–1) | Maleisië                              | GreenFields Stadion Scheidsrechters: Adam Kearns (Aus) Hong Lae Kim (ZKo) |
| 13' Gabriel Dabanch (sc) 33' Marc Salles 37' Santi Freixa (sc) 46' Gabriel Dabanch 69' Sergi Enrique | (verslag) | 24' Tengku Ahmad 51' Fitri Saari (sb) | GreenFields Stadion Scheidsrechters: Adam Kearns (Aus) Hong Lae Kim (ZKo) |

| 9 juni 2014 19:45                        |           |                                                         |                                                                            |
| België                                   | 2–3 (1–1) | Engeland                                                | Kyocera Stadion Scheidsrechters: Christian Blasch (Dui) Simon Taylor (NZe) |
| 13' Thomas Briels 63' Tanguy Cosyns (sc) | (verslag) | 19' Nick Catlin 40' Ashley Jackson 66' Iain Lewers (sb) | Kyocera Stadion Scheidsrechters: Christian Blasch (Dui) Simon Taylor (NZe) |

Groep B
| Team          | GS | W | G | V | DV | DT | +/− | Pnt |
| ------------- | -- | - | - | - | -- | -- | --- | --- |
| Nederland     | 5  | 4 | 1 | 0 | 14 | 4  | +10 | 13  |
| Argentinië    | 5  | 4 | 0 | 1 | 15 | 5  | +10 | 12  |
| Duitsland     | 5  | 3 | 0 | 2 | 15 | 6  | +9  | 9   |
| Nieuw-Zeeland | 5  | 2 | 1 | 2 | 12 | 10 | +2  | 7   |
| Zuid-Korea    | 5  | 0 | 1 | 4 | 3  | 15 | −12 | 1   |
| Zuid-Afrika   | 5  | 0 | 1 | 4 | 2  | 21 | −19 | 1   |

| 1 juni 2014 10:30                                                                    |           |             |                                                                       |
| Duitsland                                                                            | 4–0 (2–0) | Zuid-Afrika | Kyocera Stadion Scheidsrechters: Tim Pullman (Aus) Raghu Prasad (Ind) |
| 27' Christopher Zeller (sb) 35' Thilo Stralkowski 56' Mats Grambusch 59' Oliver Korn | (verslag) |             | Kyocera Stadion Scheidsrechters: Tim Pullman (Aus) Raghu Prasad (Ind) |

| 1 juni 2014 16:00                                                  |           |                          |                                                                        |
| Nederland                                                          | 3–1 (1–1) | Argentinië               | Kyocera Stadion Scheidsrechters: Hamish Jamson (Eng) Adam Kearns (Aus) |
| 26' Valentin Verga 40' Mink van der Weerden (sc) 50' Rogier Hofman | (verslag) | 33' Gonzalo Peillat (sc) | Kyocera Stadion Scheidsrechters: Hamish Jamson (Eng) Adam Kearns (Aus) |

| 1 juni 2014 17:30                         |           |                  |                                                                            |
| Nieuw-Zeeland                             | 2–1 (1–0) | Zuid-Korea       | GreenFields Stadion Scheidsrechters: Javed Shaikh (Ind) Paco Vázquez (Esp) |
| 1' Steve Edwards 69' Phillip Burrows (sc) | (verslag) | 64' Seongkyu Kim | GreenFields Stadion Scheidsrechters: Javed Shaikh (Ind) Paco Vázquez (Esp) |

| 3 juni 2014 14:30 |           | |                                                                             |
| Zuid-Afrika       | 0–5 (0–3) | Nieuw-Zeeland                                                                                           | GreenFields Stadion Scheidsrechters: Nathan Stagno (Gib) Paco Vázquez (Esp) |
|                   | (verslag) | 4' Simon Child 15' Andy Hayward (sc) 17' Andy Hayward (sc) 52' Shea Mcaleese (sc) 54' Andy Hayward (sc) | GreenFields Stadion Scheidsrechters: Nathan Stagno (Gib) Paco Vázquez (Esp) |

| 3 juni 2014 16:00 |           |                   |                                                                        |
| Duitsland         | 0–1 (0–1) | Argentinië        | Kyocera Stadion Scheidsrechters: Hamish Jamson (Eng) Tim Pullman (Aus) |
|                   | (verslag) | 31' Manuel Brunet | Kyocera Stadion Scheidsrechters: Hamish Jamson (Eng) Tim Pullman (Aus) |

| 3 juni 2014 19:45                                 |           |                     |                                                                         |
| Nederland                                         | 2–1 (1–1) | Zuid-Korea          | Kyocera Stadion Scheidsrechters: Martin Madden (Sch) Raghu Prasad (Ind) |
| 21' Jeroen Hertzberger (sb) 69' Robbert Kemperman | (verslag) | 5' Hyunwoo Nam (sc) | Kyocera Stadion Scheidsrechters: Martin Madden (Sch) Raghu Prasad (Ind) |

| 6 juni 2014 13:00  |           |                                                                            |                                                                         |
| Nieuw-Zeeland      | 1–3 (0–0) | Argentinië                                                                 | Kyocera Stadion Scheidsrechters: Martin Madden (Sch) Raghu Prasad (Ind) |
| 49' Stephen Jennes | (verslag) | 44' Gonzalo Peillat (sc) 51' Gonzalo Peillat (sc) 63' Gonzalo Peillat (sc) | Kyocera Stadion Scheidsrechters: Martin Madden (Sch) Raghu Prasad (Ind) |

| 6 juni 2014 17:30 |           |             |                                                                           |
| Zuid-Korea        | 0–0 (0–0) | Zuid-Afrika | GreenFields Stadion Scheidsrechters: Javed Sheikh (Ind) Adam Kearns (Aus) |
|                   | (verslag) |             | GreenFields Stadion Scheidsrechters: Javed Sheikh (Ind) Adam Kearns (Aus) |

| 6 juni 2014 19:45 |           |                        |                                                                        |
| Duitsland         | 0–1 (0–1) | Nederland              | Kyocera Stadion Scheidsrechters: Nathan Stagno (Gib) John Wright (ZAf) |
|                   | (verslag) | 19' Jeroen Hertzberger | Kyocera Stadion Scheidsrechters: Nathan Stagno (Gib) John Wright (ZAf) |

| 8 juni 2014 10:30                                                 |           | |                                                                           |
| Nieuw-Zeeland                                                     | 3–5 (1–3) | Duitsland                                                                                            | Kyocera Stadion Scheidsrechters: Marcin Grochal (Pol) Hamish Jamson (Eng) |
| 34' Andy Hayward (sc) 67' Andy Hayward (sc) 70' Andy Hayward (sc) | (verslag) | 2' Florian Fuchs 31' Martin Zwicker 35' Christopher Zeller (sc) 40' Martin Zwicker 57' Benedikt Fürk | Kyocera Stadion Scheidsrechters: Marcin Grochal (Pol) Hamish Jamson (Eng) |

| 8 juni 2014 13:00 |           | |                                                                        |
| Zuid-Korea        | 0–5 (0–4) | Argentinië | Kyocera Stadion Scheidsrechters: Tim Pullman (Aus) Martin Madden (Sch) |
|                   | (verslag) | 4' Gonzalo Peillat (sc) 7' Gonzalo Peillat (sc) 12' Lucas Vila 20' Gonzalo Peillat (sc) 54' Guillermo Schickendantz | Kyocera Stadion Scheidsrechters: Tim Pullman (Aus) Martin Madden (Sch) |

| 8 juni 2014 19:45         |           | |                                                                        |
| Zuid-Afrika               | 1–7 (0–4) | Nederland | Kyocera Stadion Scheidsrechters: Paco Vasquez (Esp) Raghu Prasas (Ind) |
| 62' Justin Reid-Ross (sc) | (verslag) | 4' Seve van Ass 10' Valentin Verga 23' Jeroen Hertzberger (sc) 33' Robbert Kemperman 38' Robbert Kemperman 41' Billy Bakker 64' Sander Baart | Kyocera Stadion Scheidsrechters: Paco Vasquez (Esp) Raghu Prasas (Ind) |

| 10 juni 2014 10:30                                                                                 |           |                     |                                                                          |
| Argentinië                                                                                         | 5–1 (2–0) | Zuid-Afrika         | Kyocera Stadion Scheidsrechters: Marcin Grochal (Pol) Paco Vazquez (Esp) |
| 20' Joaquin Menini 25' Gonzalo Peillat (sc) 49' Lucas Vila 61' Gonzalo Peillat (sc) 63' Lucas Vila | (verslag) | 57' Clinton Panther | Kyocera Stadion Scheidsrechters: Marcin Grochal (Pol) Paco Vazquez (Esp) |

| 10 juni 2014 13:00                                                                                                 |           |                      |                                                                        |
| Duitsland | 6–1 (3–0) | Zuid-Korea           | Kyocera Stadion Scheidsrechters: Nathan Stagno (Gib) Adam Kearns (Aus) |
| 19' Christopher Wesley 22' Benedikt Fürk 32' Martin Zwicker 60' Florian Fuchs 65' Olivier Korn 70' Linus Butt (sc) | (verslag) | 51' Hyunwoo Nam (sc) | Kyocera Stadion Scheidsrechters: Nathan Stagno (Gib) Adam Kearns (Aus) |

| 10 juni 2014 19:45 |           |                   |                                                                          |
| Nieuw-Zeeland      | 1–1 (0–1) | Nederland         | Kyocera Stadion Scheidsrechters: Hamish Jamson (Eng) Gary Simmonds (ZAf) |
| 63' Simon Child    | (verslag) | 8' Valentin Verga | Kyocera Stadion Scheidsrechters: Hamish Jamson (Eng) Gary Simmonds (ZAf) |

### Kruisingswedstrijden
Halve finales
| 13 juni 2014 15:15            |           |          |                                                                            |
| Nederland                     | 1–0 (1–0) | Engeland | Kyocera Stadion Scheidsrechters: Christian Blasch (Dui) Simon Taylor (NZe) |
| 31' Mink van der Weerden (sc) | (verslag) |          | Kyocera Stadion Scheidsrechters: Christian Blasch (Dui) Simon Taylor (NZe) |

| 13 juni 2014 18:00                                                                                              |           |                          |                                                                          |
| Australië | 5–1 (3–0) | Argentinië               | Kyocera Stadion Scheidsrechters: Hamish Jamson (Eng) Gary Simmonds (ZAf) |
| 4' Kieran Govers (sc) 22' Jeremy Hayward (sc) 33' Jacob Whetton 49' Chris Ciriello (sc) 55' Jeremy Hayward (sc) | (verslag) | 58' Gonzalo Peillat (sc) | Kyocera Stadion Scheidsrechters: Hamish Jamson (Eng) Gary Simmonds (ZAf) |

### Plaatsingswedstrijden
Om de 11e/12e plaats
| 12 juni 2014 13:30                     |           | |                                                                               |
| Maleisië                               | 2–6 (1–0) | Zuid-Afrika | Kyocera Stadion Scheidsrechters: Javed Shaikh (Ind) Roderick Wijsmuller (Ned) |
| 26' Firhan Ashari 70' Shahrun Abdullah | (verslag) | 43' Justin Reid-Ross (sb) 45' Justin Reid-Ross (sc) 48' Justin Reid-Ross (sc) 50' Lloyd Jones 64' Austin Smith (sc) 69' Jean-Pierre de Voux | Kyocera Stadion Scheidsrechters: Javed Shaikh (Ind) Roderick Wijsmuller (Ned) |

Om de 9e/10e plaats
| 14 juni 2014 08:00                                             |           |            |                                                                        |
| India                                                          | 3–0 (1–0) | Zuid-Korea | Kyocera Stadion Scheidsrechters: Adam Kearns (Aus) Roel van Eert (Ned) |
| 6' Akashdeep Singh 43' Rupinder Singh (sb) 50' Akashdeep Singh | (verslag) |            | Kyocera Stadion Scheidsrechters: Adam Kearns (Aus) Roel van Eert (Ned) |

Om de 7e/8e plaats
| 15 juni 2014 08:00              |           |                                        |                                                                       |
| Spanje                          | 1–1 (0–1) | Nieuw-Zeeland (wint shoot-out met 1-4) | Kyocera Stadion Scheidsrechters: Tim Pullman (Aus) Kim Hong Lae (ZKo) |
| 55' Xavier Lleonart Blanco (sc) | (verslag) | 31' Kane Russel (sc)                   | Kyocera Stadion Scheidsrechters: Tim Pullman (Aus) Kim Hong Lae (ZKo) |

Om de 5e/6e plaats
| 15 juni 2014 10:15                                                                   |           |                                               |                                                                                |
| België                                                                               | 4–2 (1–1) | Duitsland                                     | Kyocera Stadion Scheidsrechters: German Montes De Oca (Arg) Paco Vazquez (Esp) |
| 25' Tom Boon (sc) 39' Tanguy Cosyns (sc) 59' Florent van Aubel 65' Sebastien Dockier | (verslag) | 18' Christopher Zeller (sc) 56' Florian Fuchs | Kyocera Stadion Scheidsrechters: German Montes De Oca (Arg) Paco Vazquez (Esp) |

Om de 3e/4e plaats
| 15 juni 2014 12:30                    |           |          |                                                                           |
| Argentinië                            | 2–0 (0–0) | Engeland | Kyocera Stadion Scheidsrechters: Marcin Grochal (Pol) Martin Madden (Sch) |
| 55' Matias Paredes 56' Matias Paredes | (verslag) |          | Kyocera Stadion Scheidsrechters: Marcin Grochal (Pol) Martin Madden (Sch) |

Finale
| 15 juni 2014 15:15 |           |                        |                                                                        |
| Australië | 6–1 (2–1) | Nederland              | Kyocera Stadion Scheidsrechters: John Wright (ZAf) Nathan Stagno (Gib) |
| 20' Chris Ciriello (sc) 24' Kieran Govers 37' Glenn Turner 47' Chris Ciriello (sc) 53' Chris Ciriello (sc) 64' Jamie Dwyer | (verslag) | 14' Jeroen Hertzberger | Kyocera Stadion Scheidsrechters: John Wright (ZAf) Nathan Stagno (Gib) |

| Wereldkampioen 2014   |
| --------------------- |
|                       |
| Australië Derde titel |

## Eindrangschikking
| rang   | land          |
| ------ | ------------- |
| Goud   | Australië     |
| Zilver | Nederland     |
| Brons  | Argentinië    |
| 4      | Engeland      |
| 5      | België        |
| 6      | Duitsland     |
| 7      | Nieuw-Zeeland |
| 8      | Spanje        |
| 9      | India         |
| 10     | Zuid-Korea    |
| 11     | Zuid-Afrika   |
| 12     | Maleisië      |

## Individuele titels
Tijdens het toernooi werden de volgende individuele titels uitgereikt aan spelers:
- Beste speler van het toernooi: Mark Knowles (Aus).
- Topscorer van het toernooi: Gonzalo Peillat (Arg). Hij maakte tien doelpunten, allemaal uit strafcorners.
- Mooiste doelpunt: Sebastien Dockier (Bel), de 4-2 tegen Duitsland in de beslissingswedstrijd om de vijfde plaats.
- Beste keeper van het toernooi: Jaap Stockmann (Ned).
- Beste jonge speler van het toernooi: Jeremy Hayward (Aus).